# CIRBP
پروتئین متصل‌شونده به آران‌ای، القا‌ء پذیر با سرما، پروتئینی است که در انسان‌ها توسط ژن CIRBP کدگذاری می‌شود. پروتئین متصل شونده به آران‌ای ناشی از سرما (CIRBP) نقش حیاتی در کنترل پاسخ سلولی در مواجهه با انواع استرس‌های سلولی ایفا می‌کند. این استرس‌ها شامل نور ماوراء بنفش با طول موج کوتاه، هیپوکسی و هیپوترمی هستند.